# 12593 Шашлов
12593 Шашлов (12593 Shashlov) — астероїд головного поясу, відкритий 9 вересня 1999 року.
Тіссеранів параметр щодо Юпітера — 3,520.